# ۴ آبان
۴ آبان دویست و بیستمین روز سال در گاه‌شماری خورشیدی است. به پایان سال ۱۴۵ روز (۱۴۶ روز در سال کبیسه) باقی‌است.

## رویدادها
- ۱۳۴۶ - تاج گذاری محمد رضا پهلوی و همسرش و فرزندش در کاخ گلستان
- ۱۴۰۰ - حمله سایبری آبان ۱۴۰۰
- ۱۴۰۱ - مراسم چهلم مهسا امینی

## زادروزها
- ۲۱۹ - یعقوب لیث، بنیانگذار حکومت صفاریان
- ۱۲۹۸ - محمد رضا پهلوی، پادشاه دودمان پهلوی (درگذشته ۱۳۵۹)
- ۱۲۹۸ - اشرف پهلوی، خواهر محمدرضا پهلوی
- ۱۳۲۳ - سعید راد، بازیگر
- ۱۳۲۶ - ناصر فرهنگ فر، نوازنده تنبک (درگذشته ۱۳۷۶)
- ۱۳۴۴ - اسماعیل براری، تهیه‌کننده و کارگردان
- ۱۳۶۲ - محمد منصوری، بازیکن فوتبال

## درگذشت‌ها
- ۱۳۱۸ - یحیی دولت‌آبادی، ادیب و سیاست‌مدار (زاده ۱۲۴۱)
- ۱۳۶۴ - یحیی آرین پور، محقق، ادیب و شاعر (زاده ۱۲۸۶)
- ۱۳۸۲ - ویگن، خواننده و هنرپیشه (زاده ۱۳۰۸)
- ۱۳۸۷ - طاهره صفارزاده، شاعر، نویسنده، و پژوهشگر، مترجم (زاده ۱۳۱۵)
- ۱۳۹۶ - علی‌اشرف درویشیان، نویسنده
- ۱۴۰۱ - علی‌رضا صدرا، نماینده دزفول در دوره چهارم مجلس شورای اسلامی
- ۱۴۰۱ - پریسا بهمنی، از کشته‌شدگان اعتراضات سراسری ۱۴۰۱ ایران
- ۱۴۰۱ - بهناز افشاری، از کشته‌شدگان خیزش ۱۴۰۱ ایران
- ۱۴۰۱ - مهرشاد شهیدی، از کشته‌شدگان خیزش ۱۴۰۱ ایران